# Возвращение Жар-птицы
«Возвращение Жар-птицы» — фильм Андриса Лиепы 1997 года, состоящий из трёх балетов Михаила Фокина: «Шехеразада», «Жар Птица» и «Петрушка».
5 января 1993 года Изабель Фокина и Андрис Лиепа возобновили спектакли Фокина с декорациями Бакста, восстановленными по его эскизам художниками Ильёй и Анной Нежными. В следующем году спектакли были экранизированы.
В позднем СССР балет для телевидения снимали такие режиссёры, как Александр Белинский и Феликс Слидовкер. С развалом СССР традиция российского телебалета прекратилась и «Возвращение Жар-птицы» по сути является единственным примером фильма-балета, снятого в России. Благодаря поддержке компании «Дягилев Центръ», фильм был представлен публике, показан на телевидении и выпущен на кассетах VHS.
26 мая 1994 года состоялась премьера этих балетов в Мариинском театре. Спектакли были реконструированы по постановкам Фокина: «Жар птица» 25 июня 1910 года, «Шехеразада» 4 июня 1910 года и «Петрушка» 13 июня 1911 года, премьера которых состоялась в Парижской опере усилиями Дягилева, его антрепризы (Les Ballets Russes de Serge de Diaghilev).
Музыка И. Стравинского, Н. А. Римского-Корсакова. Дирижёр А. Чистяков, хореография М. Фокина.
Декорации и костюмы были выполнены Борисом Бланком по эскизам Александра Головина и Леона Бакста («Жар-птица»), Александра Бенуа («Петрушка») и Леона Бакста («Шехеразада»)
С участием А.Лиепа, Н.Ананиашвили («Жар-Птица»), И. Лиепа («Шахеразада»).
Позднее фильм был переиздан на DVD компанией Universal Music Russia . Презентация фильма «Возвращение Жар-птицы» прошла в КДСе 3 декабря 2002 года.

## Фестивали и награды
- Диплом жюри МКФ «Золотой Витязь—98»
- Диплом фестиваля КФ «Литература и кино—99»